# Särskild utskrivningsprövning
Särskild utskrivningsprövning, SUP, är en påföljd som i Sverige kan utdömas av allmän domstol för åtalade som fälls för brott och som döms till rättspsykiatrisk vård. Det innebär att den dömde, som efter lagakraftvunnen dom överförs från häkte till rättspsykiatrisk vård, inte kan skrivas ut av läkarna på den rättspsykiatriska kliniken. I de fall där påföljden kombineras med SUP, krävs att åklagarmyndigheten informeras om en intagen ansökt om permission eller utskrivning. Vid förvaltningsdomstolen prövas då inte enbart patientens inlagor och utsagor, till exempel läkarintyg om hälsotillståndet, utan också åklagarmyndighetens syn på risken för återfall i brottslighet. Det är sedan förvaltningsdomstolen som beslutar om eventuell frigång, permissioner, försöksutskrivning eller definitiv utskrivning efter förhandlingar i rätten. Läkarintygens betydelse har därmed minskat betydligt, eftersom åklagarmyndighetens och domstolen även tar hänsyn till den allmänna synen på brottet ifråga samt även till risken för återfall ur ett juridiskt perspektiv.
Vid SUP är det alltså förvaltningsrätt eller kammarrätt som tar ställning till om en dömd ska beviljas frigång, permission eller utskrivning. (Detta är ett förhållande som ofta beskrivs felaktigt i allmänna media, där det många gånger framstår, som om vårdpersonalen släppt ut dömda våldsförövare på godtyckligt vis.) [källa behövs]
De läkarintyg, som lämnas in till rätten vilar på klinikens samlade bedömning av en enskild intagens hälsotillstånd, ingår endast som en del i rättens bedömning. En inskriven kan i strid mot avdelningens bedömning antingen bli utskriven eller tvingas kvar utifrån den juridiska bedömningen.
För att rättens beslut ska bli korrekta forskas både inom psykiatri, kriminologi, psykologi och juridik om till exempel lämpliga riskbedömningar för olika psykiatriska tillstånd. För en del tillstånd är det väl beforskat om vilka tillstånd som har en bestämd återfallsrisk i brott, medan andra tillstånd knappast är utforskade alls.